# Espartans (partit polític)
Els espartans (en grec: Σπαρτιάτες, romanitzat: Spartiátes) són un partit polític grec d'extrema dreta fundat el 2017 per Vasilis Stigkas.

## Història
A finals dels anys 80, Vasilis Stigkas es va unir per primera vegada a Nova Democràcia durant uns anys quan Konstantinos Mitstotakis era primer ministre. Insatisfet amb el partit, va seguir el llavors ministre d'Afers Exteriors Antonis Samaras al seu nou partit Primavera Política, després que aquest últim fos destituït de la seva posició per la seva posició sobre la disputa de nomenclatura de Macedònia.
A principis dels anys 2000, Stigkas es va unir al partit LAOS de Georgios Karatzaferis. Va abandonar el partit després del suport del partit al memoràndum el 2012 mentre participava en el govern de coalició de Lukàs Papadimos.
Va crear el partit Spartans el 2017, mentre participava en programes polítics al canal de YouTube de Konstantinos Plevris i Tasos Simigdalas. Durant aquest temps, va entrevistar diferents personalitats polítiques com Panagiotis Lafazanis, el centrista Vasilis Leventis i al membre de l'alba daurada Ioannis Lagos. Després del 2019, Stigkas va organitzar un programa setmanal de suport al partit neonazi National Popular Consciousness.
Per a les eleccions al Parlament Europeu de maig de 2019, es va anunciar una cooperació electoral amb el partit Unió de Centristes de Vasilis Leventis. A les eleccions legislatives nacionals de 2019, Stigkas va participar una vegada més a la llista electoral de la Unió de Centristes.
El desembre de 2020, ELASYN, la Unió Patriòtica Hel·lènica Popular (LEPEN), el partit "Spartans", el Front Unit d'Ideologia Grega de Compatriotes (EMEIS) i Front Line van anunciar la formació d'una coalició, amb la perspectiva d'un descendència electoral conjunta amb el nom K.Y.M.A de l'hel·lenisme. El febrer de 2021, la coalició va anunciar la col·laboració de la formació amb el capità retirat i cap del Moviment Ciutadà Popular (LAKIP) Andreas Petropoulos.
El 8 de juny de 2023, el Tribunal Suprem de Grècia va permetre al partit Spartans participar en les eleccions legislatives de juny de 2023. Després de l'exclusió del Partit Nacional d'extrema dreta - Grecs d'Ilias Kasidiaris de les eleccions de maig i juny de 2023, Kasidiaris va anunciar el seu "suport total" al partit de Stigkas.

### Impuls a les legislatives de 2023
A les eleccions legislatives gregues de 2023 van obtenir un 4,68% dels vots, fet que va significar obtenir 12 escons a la cambra grega. En aquelles mateixes eleccions, dos altres formacions polítiques d'extrema dreta van obtenir representació parlamentària: Victòria (Niki) i Solució Grega.
Pocs mesos després, tres diputats van ser expulsats del grup parlamentari, mentre dos més marxarien, deixant el partit amb 7 dels seus 12 escons originals. El 7 de setembre, però, quatre dels dissidents van ser reintegrats al grup parlamentari.

## Ideologia
El partit es considera nacionalista i conservador, posicionat a l'extrema dreta de l'espectre polític. Mentre que algunes fonts situen la seva retòrica com a “ultranacionalista” i “ultraconservadora”, el partit es descriu a si mateix com a partidari de la “dreta patriòtica popular”, del tríptic “pàtria-religió-família” i del “nacionalisme grec amb seny”.
Segons els "espartans", les tradicions de l'hel·lenisme estan desaparegudes actualment de la vida pública i el partit s'autodenomina com "el braç de ferro i l'autèntic baluard que posarà fi a la decadència i la venda de Grècia i els ciutadans grecs".

## Resultats electorals

### Eleccions legislatives
| Any       | Líder               | Resultats           | Resultats           | Resultats           | Resultats           | Pos.                | Govern              |
| Any       | Líder               | Vots                | %                   | Escons              | +/−                 | Pos.                | Govern              |
| --------- | ------------------- | ------------------- | ------------------- | ------------------- | ------------------- | ------------------- | ------------------- |
| 2019      | Vasilis Stigkas     | Dins EK             | Dins EK             | 0 / 300             | 9                   | 9è                  | Extraparlamentari   |
| 2023 (I)  | No es van presentar | No es van presentar | No es van presentar | No es van presentar | No es van presentar | No es van presentar | No es van presentar |
| 2023 (II) | Vasilis Stigkas     | 243,922             | 4.68                | 12 / 300            | 12                  | 5è                  | Oposició            |

### Eleccions europees
| Any  | Vots    | Vots    | Vots | Escons | Escons |
| Any  | #       | %       | Pos. | #      | ±      |
| ---- | ------- | ------- | ---- | ------ | ------ |
| 2019 | Dins EK | Dins EK | 10è  | 0 / 21 | =      |